# Damnica (gromada)
Damnica – dawna gromada, czyli najmniejsza jednostka podziału terytorialnego Polskiej Rzeczypospolitej Ludowej w latach 1954–1972.
Gromady, z gromadzkimi radami narodowymi (GRN) jako organami władzy najniższego stopnia na wsi, funkcjonowały od reformy reorganizującej administrację wiejską przeprowadzonej jesienią 1954 do momentu ich zniesienia z dniem 1 stycznia 1973, tym samym wypierając organizację gminną w latach 1954–1972.
Gromadę Damnica z siedzibą GRN w Damnicy utworzono – jako jedną z 8759 gromad na obszarze Polski – w powiecie słupskim w woj. koszalińskim na mocy uchwały nr 43/54 WRN w Koszalinie z dnia 5 października 1954. W skład jednostki weszły obszary dotychczasowych gromad Damnica, Święcichowo i Bięcino ze zniesionej gminy Damnica oraz obszar dotychczasowej gromady Rogawica ze zniesionej gminy Lubuczewo w tymże powiecie. Dla gromady ustalono 14 członków gromadzkiej rady narodowej.
31 grudnia 1959 z gromady Damnica wyłączono wsie Kukowo i Rogawica, włączając je do gromady Wrzeście w tymże powiecie; do gromady Damnica włączono natomiast obszary zniesionych gromad Zagórzyca i Damno (bez wsi Wielka Wieś) tamże.
31 grudnia 1968 do gromady Damnica włączono obszar zniesionej gromady Stara Dąbrowa (bez wsi Wieliszewo, Nowa Dąbrowa, Karznica i Rębowo) w tymże powiecie.
Gromada przetrwała do końca 1972 roku, czyli do kolejnej reformy gminnej. 1 stycznia 1973 w powiecie słupskim reaktywowano gminę Damnica.